# الرزوه العليا (ماهلية)

تعديل مصدري - تعديل

الرزوه العليا هي إحدى قرى عزلة العرش بمديرية ماهلية التابعة لمحافظة مأرب، بلغ تعداد سكانها 47 نسمة حسب تعداد اليمن لعام 2004.